# Bambi II
Bambi II este un film de animație americane, continuarea filmului Bambi, produs de DisneyToon Studios, regizat de Brian Pimental și lansat direct-pe-DVD de Walt Disney Pictures pe 7 februarie 2006 în Statele Unite.